# Darko Anić (football)
Darko Anić (en serbe cyrillique : Дapкo Aнић, né le 5 mars 1974 à Aranđelovac) est un joueur de football serbe, qui évoluait au poste de milieu de terrain offensif.

## Palmarès
- 1 fois vainqueur de la Coupe de Yougoslavie en 1997 avec l'Étoile rouge de Belgrade.
- 1 fois Champion de Belgique en 1998 avec le FC Bruges.
- 1 fois vainqueur de la Supercoupe de Belgique en 1998 avec le FC Bruges.
- 1 fois vainqueur de la Coupe de Chine en 2004 avec Shandong Luneng Taishan.
- 1 fois vainqueur de la Coupe Crown Prince d'Arabie saoudite en 2007 avec Al Ahli Djeddah.
- 1 fois vainqueur de la Coupe d'Arabie saoudite en 2007 avec Al Ahli Djeddah.